# Lampetis catenulata
Lampetis catenulata es una especie de escarabajo del género Lampetis, familia Buprestidae. Fue descrita científicamente por Klug en 1829.